# Саліф Діао
Салі́ф Діао́ (фр. Salif Diao; нар. 10 лютого 1977, Кедугу) — сенегальський футболіст, що грав на позиції флангового півзахисника.
Виступав, зокрема, за «Ліверпуль» та «Сток Сіті», а також національну збірну Сенегалу.

## Клубна кар'єра

### Початок кар'єри
Діао почав свою кар'єру в Сенегалі, де він проходив навчання в Академії «Монако», а у віці сімнадцяти років перебрався у Францію, де став грати за «монегасків». У 2000 році з цією командою він став переможцем Чемпіонату Франції. Ще два роки він провів в «Седані», у складі якого він регулярно виходив на поле. На цей же час припадає його дебют у збірній Сенегалу та участь у чемпіонаті світу, відразу після якого він перейшов в «Ліверпуль».

### «Ліверпуль»
Виступи Діао за збірну країни на чемпіонаті світу привернули до нього увагу скаутів багатьох топ-клубів Європи, але найспритнішим виявився «Ліверпуль», що запропонував «Седану» 5 мільйонів фунтів за футболіста. Можливо, що визначальну роль в переїзді гравця саме цей клуб зіграло те, що команду тренував француз Жерар Ульє, що у питаннях селекції приділяв особливу увагу франкомовним футболістам. Разом з Діао «Ліверпуль» придбав і зірку збірної Сенегалу Ель-Хаджі Діуфа, який став найдорожчою покупкою мерсісайдського клубу на той момент.
Купівля обох футболістів виявилася трансферною помилкою «Ліверпуля», оскільки ні один, ні інший не змогли проявити себе в команді і виправдати покладених на них надій. Діао виявився слабшим більшості футболістів «Ліверпуля», з якими йому довелося конкурувати за місце в складі. В результаті, Ульє став використовувати його частіше на позиціях центрального захисника і фуллбека, хоча купувався Саліф як опорник. У першому своєму сезоні у складі «червоних» Діао забив два голи, причому 2 жовтня 2002 року він відзначився в матчі проти московського «Спартака» у Ліги чемпіонів на Енфілді, який закінчився перемогою господарів з розгромним рахунком 5:0.
Після того як Рафаель Бенітес змінив Ульє на посаді тренера «Ліверпуля», Діао отримав шанс проявити себе на «своїй» позиції, але зробити цього не зміг. Показовим у цьому плані став матч проти «Фулгема» на «Крейвен Котедж» 16 жовтня 2004 року. Діао почав цей матч у стартовому складі, і вже до перерви рахунок був 0:2 на користь господарів, причому Саліф взяв безпосередню участь в одному з пропущених голів, віддавши м'яч назад і тим самим подарувавши «Фулгему» шанс відзначитися. У перерві Бенітес замінив Діао на Хабі Алонсо, і в другому таймі «Ліверпуль» забив чотири голи, вигравши цей матч з рахунком 4:2, а третій м'яч на 79-й хвилині забив саме баскський півзахисник, який вийшов на заміну сенегальцю. У тому сезоні Діао провів свій останній матч за «Ліверпуль» (3 січня 2005 року проти «Норвіч Сіті») і забив останній гол (26 жовтня 2004 у ворота «Міллволла» у Кубку Ліги).

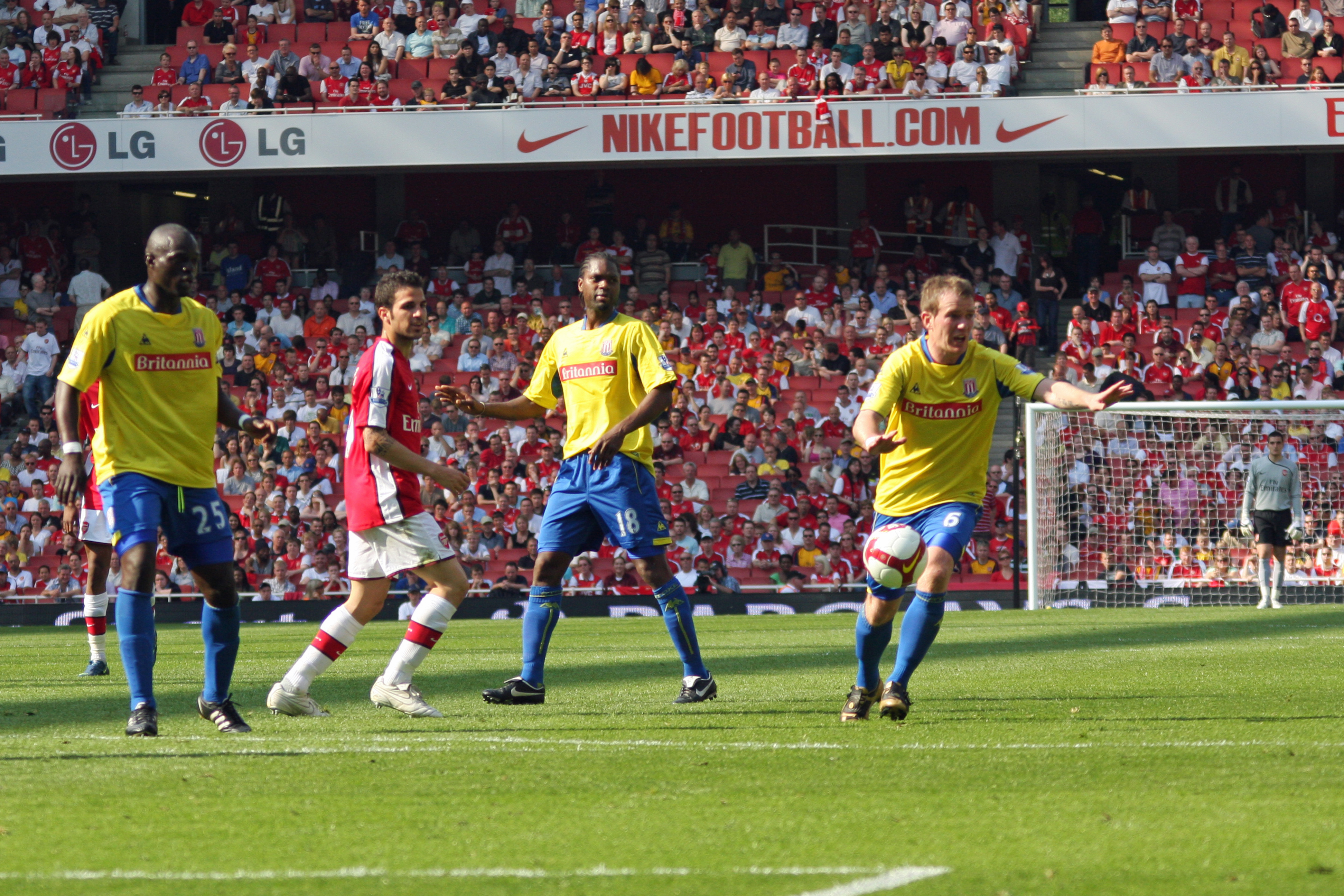
Саліф Діао (в центрі) проти Сеска Фабрегаса під час виступів за «Сток Сіті». 24 травня 2009

### «Бірмінгем Сіті»
У січні 2005 «Бірмінгем Сіті» взяв Діао, який втратив місце в основному складі «Ліверпуля», в оренду до кінця сезону, однак через травму Саліфу незабаром довелося повернутися назад. Його довга відсутність у матчах першого складу «Ліверпуля», невідповідність рівня футболіста вимогам, що пред'являються до гравців у цій команді, а також те, що після повернення з оренди Саліф взагалі не зіграв жодного матчу за «червоних» роблять дуже дивним той факт, що Діао з'явився у знаменитому фінальному матчі Ліги чемпіонів у Стамбулі 25 травня 2005 року, а потім і взяв участь у святкуванні перемоги в турнірі. Багатьох уболівальників «Ліверпуля» неприємно вразило те, що на більшості фотографій, зроблених після завершення матчу і вручення команді на вічне зберігання Кубка чемпіонів, на передньому плані найкраще видно саме Діао, який зробив значно менше багатьох гравців «червоних» для досягнення цього результату.

### «Портсмут»
Перед сезоном 2005/06 Діао навіть не отримав персонального номера в «Ліверпулі», а номер «15», що належав йому раніше, був відданий Пітеру Краучу, який прийшов у команду влітку 2005 року. Тоді ж у команді з'явився і новий опорний півзахисник — малієць Мохамед Сіссоко, якого Бенітес назвав «новим Вієра». Що цікаво, в свій час такого порівняння від Жерара Ульє удостоївся сам Діао. У сформованій ситуації Саліф вирішив відправитися в «Портсмут», який взяв сенегальця в оренду на рік з правом подальшого викупу. Однак, більшу частину сезону Діао був травмований, а тому по його закінченні тренер «Помпей» Гаррі Реднапп вирішив, що постійна угода з футболістом, схильним до отримання травм, підписана не буде.

### «Сток Сіті»
У липні 2006 року Діао розглядався як можливе придбання «Чарльтоном», однак не пройшов медогляд і не перейшов у цей клуб. 25 жовтня 2006 року він був орендований «Сток Сіті», клубом з Чемпіоншипу (другого за значущістю дивізіону Англії), і відразу став гравцем основи. Деякі вболівальники порівнювали його гру з виступами Клода Макелеле. У січні 2007 року термін оренди був продовжений до кінця сезону, а потім Діао, який допоміг клубу врятувати невдалий сезон, підписав зі «Сток Сіті» контракт на постійній основі.
27 грудня 2007 року Діао продовжив контракт з клубом ще на півтора року і у сезоні 2008/09 знову зіграв у Прем'єр-Лізі, права брати участь в якій «Сток Сіті» домігся, посівши друге місце у чемпіонаті Футбольної Ліги у сезоні 2007/08. Проте з кожним роком Діао все рідше виходив на поле. У сезоні 2010/11 Діао зіграв у всіх турнірах одинадцять разів і був на лавці запасних у фіналі Кубка Англії 2011 року. У наступному сезоні 2011/12 Діао грав в основному в Лізі Європи, і покинув клуб наприкінці сезону 2011/12. Після цього на професійному рівні більше не грав.

## Виступи за збірну
2000 року дебютував в офіційних матчах у складі національної збірної Сенегалу і через два роки поїхав на Кубок африканських націй 2002 року у Малі, де разом з командою здобув «срібло». Зам Саліф був основним гравцем команди протягом всього турніру і забив два голи: проти ДР Конго (2:0) і Нігерії (2:1).
Влітку того ж року у складі збірної був учасником чемпіонату світу 2002 року в Японії і Південній Кореї, де зіграв в трьох іграх: у груповому етапі проти Франції (1:0) і Данії (1:1, гол на 52 хвилині і червона картка на 80-й), а також в чвертьфіналі проти Туреччини (0:1).
Останнім великим турніром для Діао став Кубок африканських націй 2004 року у Тунісі, де дійшов з командою до чвертьфіналу Протягом кар'єри у національній команді, яка тривала 10 років, провів у формі головної команди країни 41 матч, забивши 4 голи.

## Титули і досягнення
- Чемпіон Франції: 1999/00
- Володар Суперкубка Франції: 1998
- Володар Кубка англійської ліги: 2002/03.
- Фіналіст Кубка африканських націй: 2002